# Schronisko przy źródle Soczy
Schronisko przy źródle Soczy (słoweń. Koča pri izviru Soče) – schronisko turystyczne koło źródła rzeki Soczy w Trencie. Schronisko w 1953 zaaranżowano w dawnym włoskim obiekcie wojskowym, później zaś je wyremontowano i powiększono. Schroniskiem zarządza PD (Towarzystwo Górskie) Jesenice i jest w użytku od początku maja do końca października. Jest w nim przestrzeń dla gości z 24 miejscami i barem. Oferuje noclegi w dwóch pokojach z 14 łóżkami i wspólnej noclegowni z 20 miejscami. WC, umywalnia z zimna wodą; pomieszczenia dla gości ogrzewane piecem; woda bieżąca, agregat prądotwórczy.

## Dostęp
- lokalną drogą asfaltową od drogi przez przełęcz Vršič (odbicie na Zadnją Trentę)
- pieszo z Vršiča (1,30 h) albo z Loga w Trencie (1,15 h)

## Sąsiednie obiekty turystyczne
- do schronu pod Špičkiem (2064 m) 4 h
- do źródła Soczy 10 min
- na halę Zapotok (1385 m) 2 h
- na Bavški Grintavec przez halę Zapotok (2245 m) 5-6 h